# Raportul Kilgour–Matas

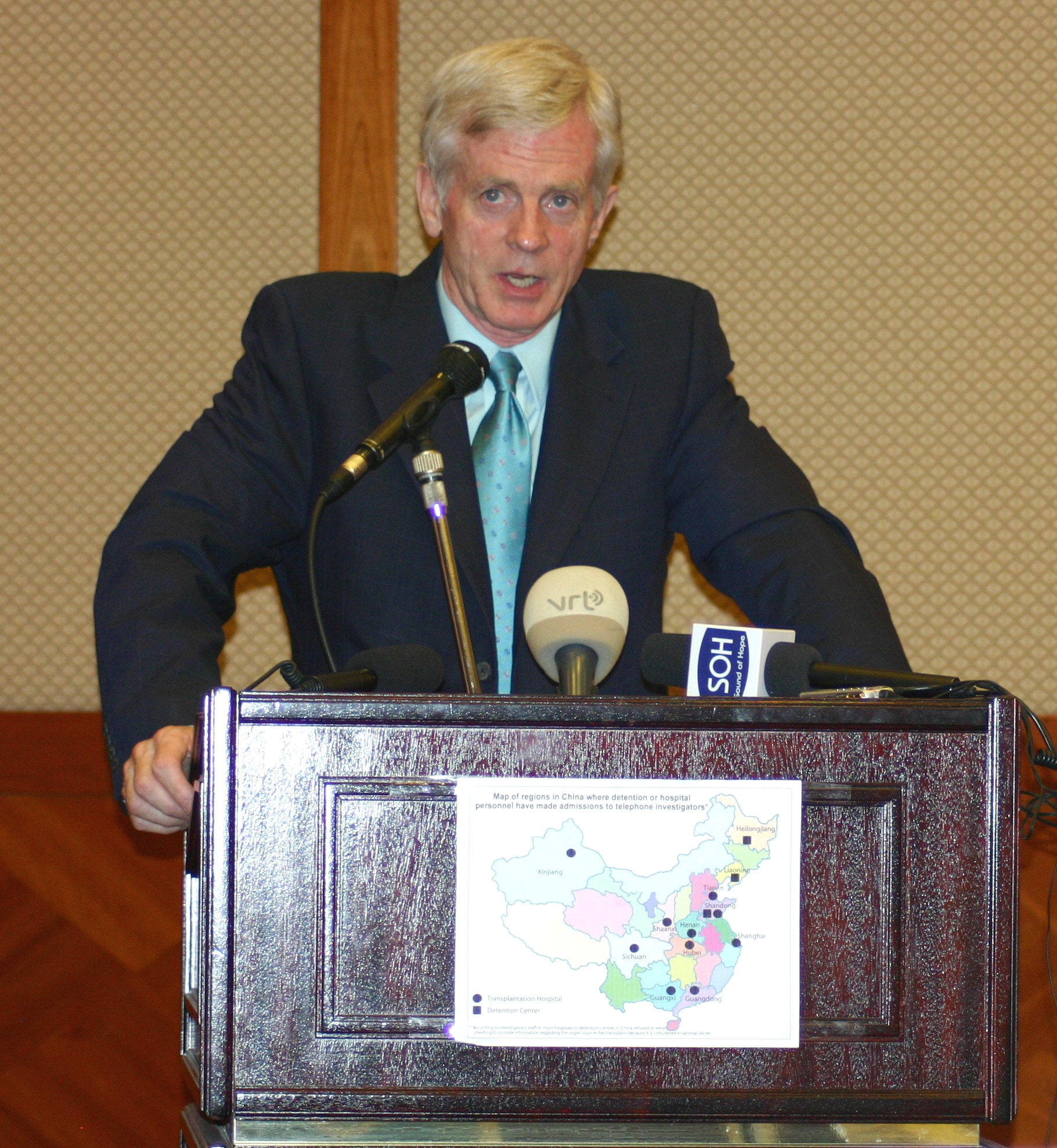
David Kilgour, fostul secretar de stat canadian (Asia-Pacific), a investigat acuzațiile Falun Gong

Raportul Kilgour-Matas este un raport de investigație din 2006/2007 în cazul sesizărilor privind recoltarea de organe pe viu în China, realizat de deputatul canadian David Kilgour și avocatul pentru drepturile omului David Matas. Raportul a fost solicitat de către Coaliția Pentru Investigarea Persecuției Falun Gong (CIPFG), după ce au apărut acuzații că practicanților Falun Gong le-au fost în secret îndepărtate organele împotriva voinței lor la Sujiatun Thrombosis Hospital.

## Legături externe
- The Kilgour and Matas report organharvestinvestigation.net
- A Presentation of Evidence from the Kilgour Matas Reports